# Arnimallee
Die Arnimallee ist eine Straße im Berliner Ortsteil Dahlem, die von der Königin-Luise-Straße bis zur Fabeckstraße führt.
Hier entstand ab 1908 zunächst ein Villenviertel. Nach dem Zweiten Weltkrieg wurden fast alle Grundstücke von der neugegründeten Freien Universität übernommen, sodass die Straße heute im Universitätsviertel liegt.

## Bau und Benennung

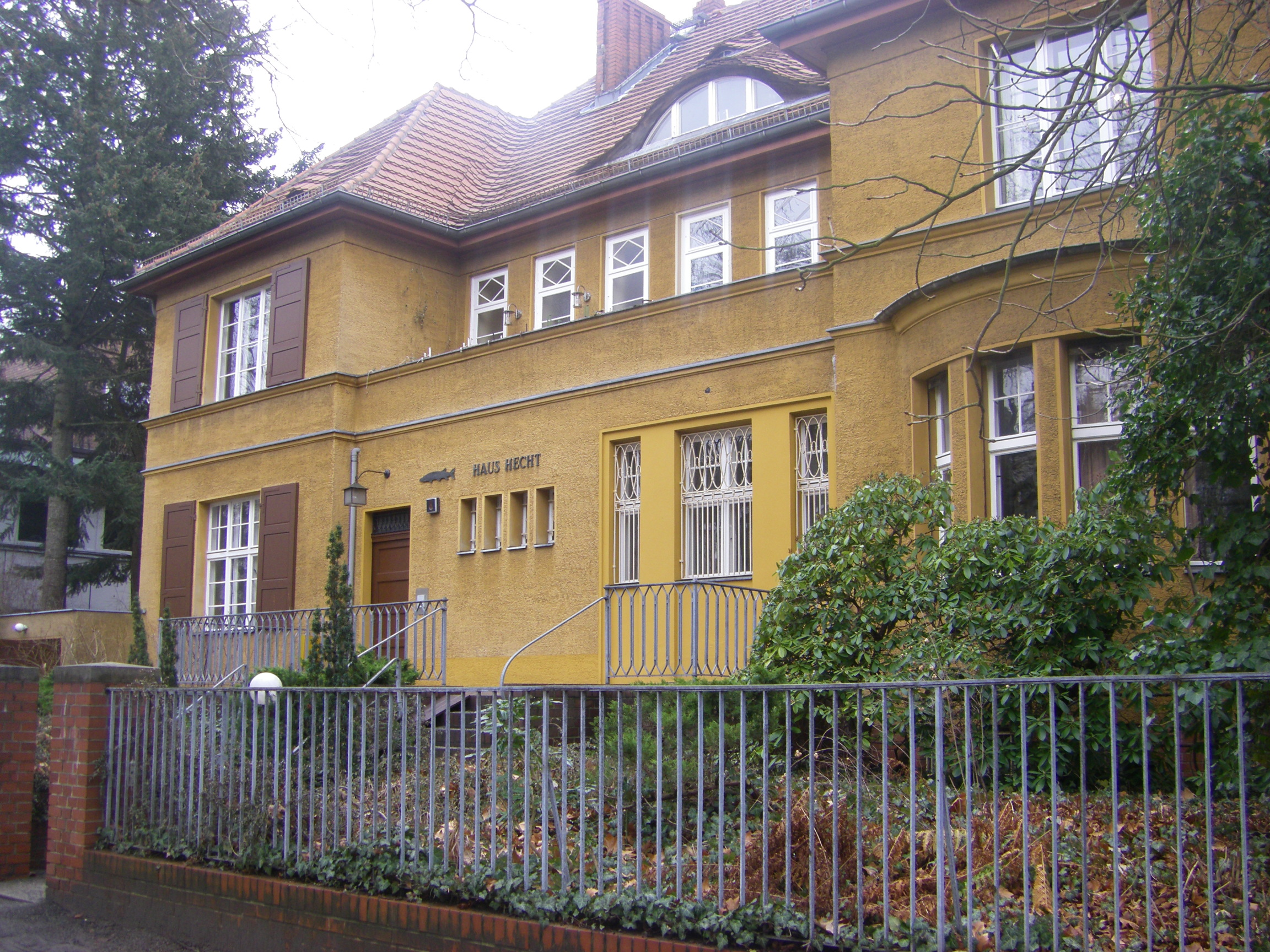
Haus Hecht, Arnimallee 8

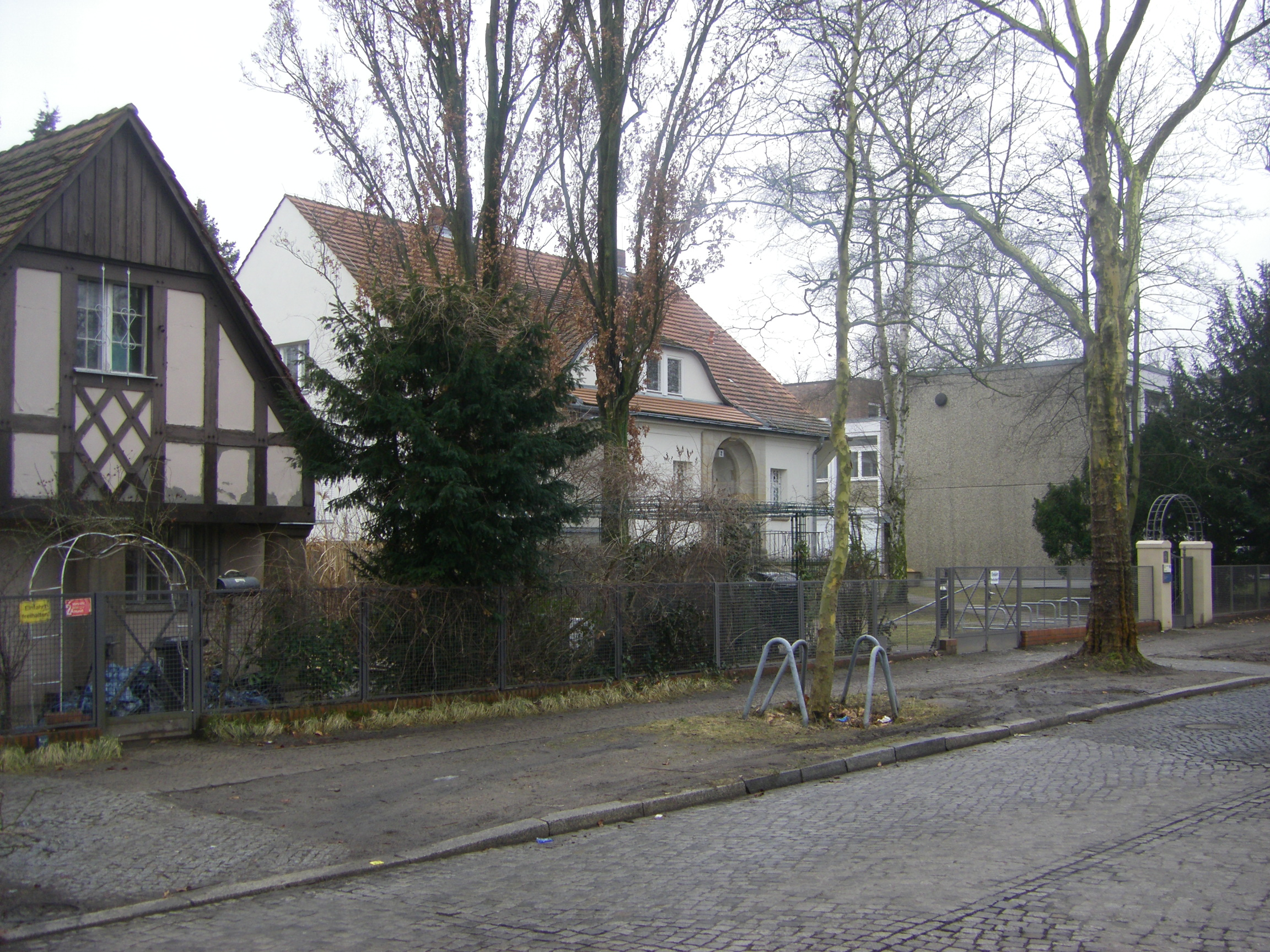
Arnimallee 2: v. l. n. r.: Hexenhaus, Villa, Neubau von 1974

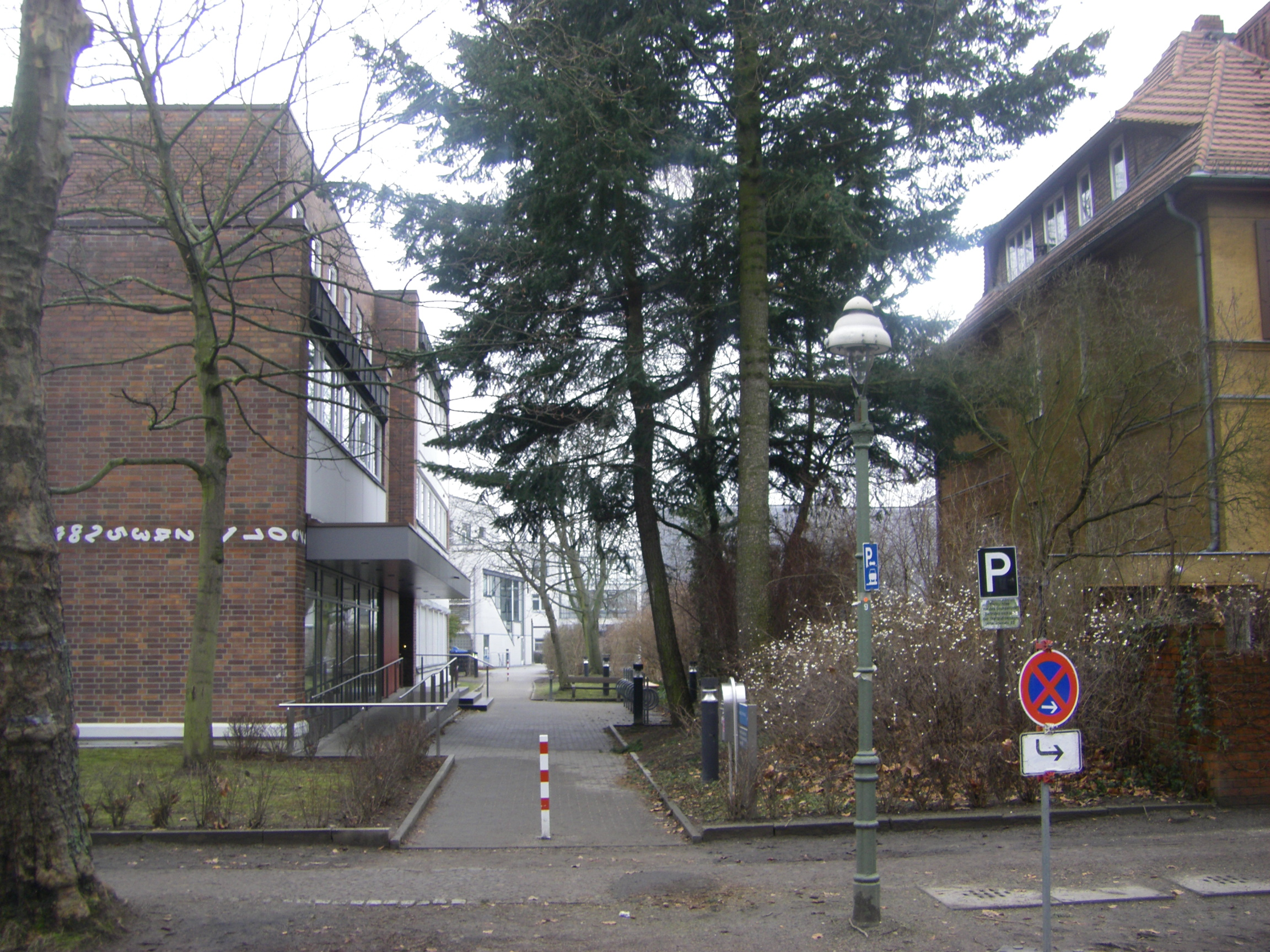
Zwischen dem Mathematik-Gebäude (links, Arnimallee 2–6) und dem Haus Hecht (rechts, Arnimallee 8) befindet sich ein Durchgang zum Informatik-Gebäude (Hintergrund, Takustraße 9)

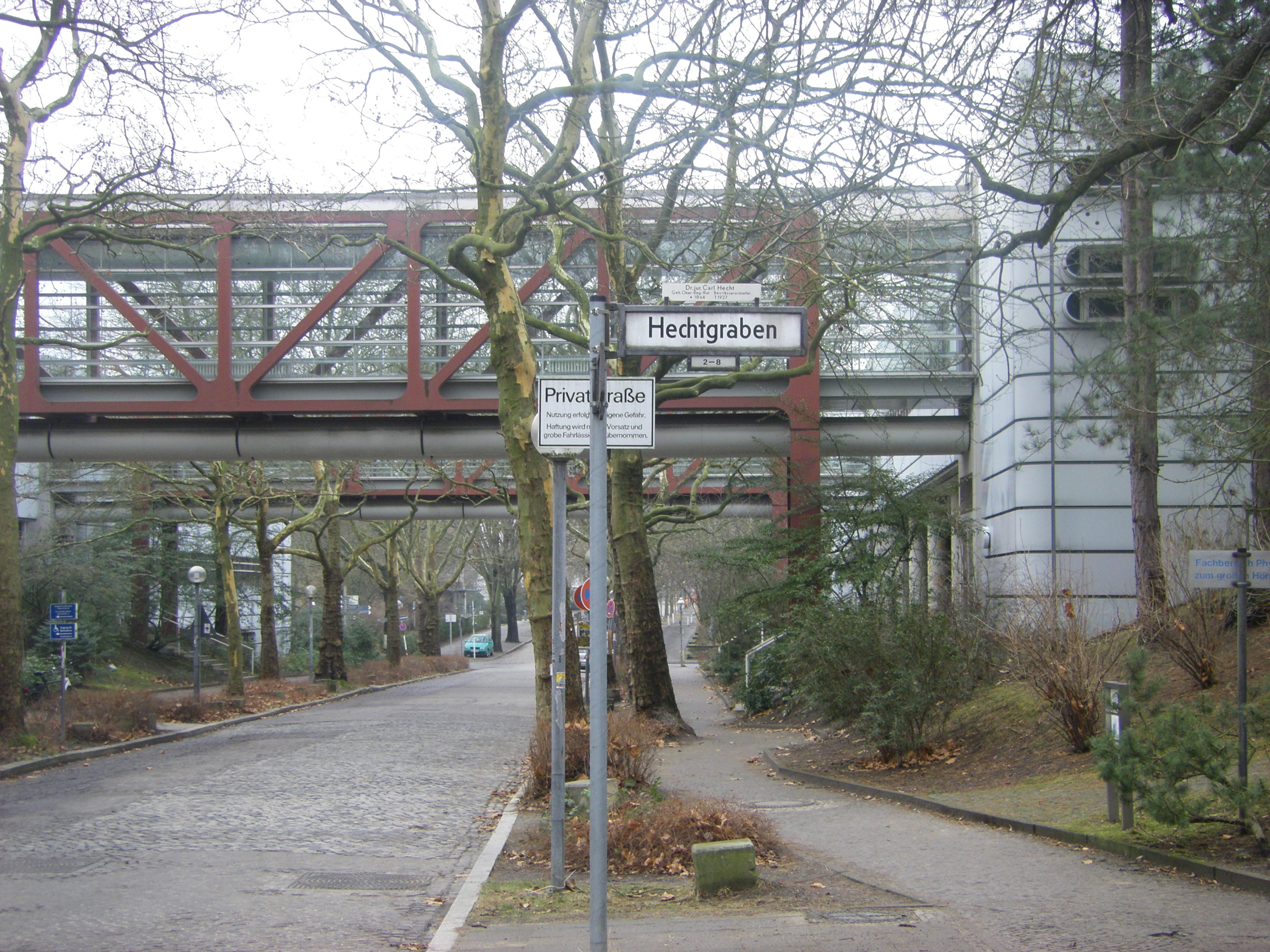
Physik-Gebäude, Arnimallee 14

Das Gebiet der heutigen Arnimallee gehörte früher zur Domäne Dahlem und wurde landwirtschaftlich genutzt. Die Domäne kam 1841 in Staatsbesitz. Die ab 1901 tätige Kommission zur Aufteilung der Domäne Dahlem beschloss auch den Bau dieser Straße.
Die 1908 angelegte Straße hieß zunächst Arnimstraße. Kurz darauf (vor 1911) wurde sie in Arnimallee umbenannt. Die Benennung erfolgte nach Bernd von Arnim-Criewen (1850–1939), Vorsitzender der Deutschen Landwirtschaftlichen Gesellschaft und zum Zeitpunkt der Benennung der Straße amtierender preußischer Minister für Landwirtschaft, Domänen und Forsten – somit zuständig für die Aufteilung der Domäne Dahlem. In den Adressbüchern der 1920er und 1930er Jahre wird der Dichter Ludwig Achim von Arnim als Namensgeber angegeben. Da jedoch die Mitglieder der genannten Kommission zahlreiche Straßen auch nach sich selbst benannten, erscheint dies unwahrscheinlich.

## Die Arminallee vor 1945
Vor dem Ersten Weltkrieg war lediglich die südliche Seite der Straße bis hin zur Takustraße bebaut. Um 1910 entstanden vier Villen (Nr. 2, 8, 12 und 16). Die dazwischenliegenden Flächen wurden als Garten genutzt, die Lücken in der Nummerierung wurden als Reserven für eine spätere Bebauung freigehalten. Diese Aufteilung blieb lange Zeit unverändert, nur der Garten neben dem Haus Nr. 8 wurde 1938 mit dem Haus Nr. 10 bebaut. In der Nummer 2 wohnte der Bankdirektor Alfred Blinzig, in der Nummer 16 der Sänger Marcel Wittrisch.
Die Bebauung der nördlichen Straßenseite begann 1922 mit Nr. 5 und Nr. 11 (Ecke Hechtgraben). 1929 folgte Nr. 9, in den 1930er Jahren auch die Nummern 1 und 3. Hinter der Takustraße wurde bis 1925 der große Gebäudekomplex des Asiatischen Museums erbaut (Nr. 23). Der Bereich zwischen Hechtgraben und Takustraße blieb frei.

## Die Arminallee nach 1945
Nach dem Zweiten Weltkrieg wurde in Berlin-Dahlem die Freie Universität (FU) errichtet. Die FU kaufte fast alle angrenzenden Grundstücke auf. Die Villen Nummer 2, 9, 10, 11 und 12 wurden und werden bis heute von der Universität genutzt, die Nummer 8 privat. Die Villen Nummer 1, 3, 5 und 16 stehen heute nicht mehr. Auf dem ehemaligen Grundstück Nummer 1 steht seit den 1970er Jahren ein Tankstellengebäude, die Hauptadresse der Tankstelle lautet jedoch Königin-Luise-Straße 22a.

### Arnimallee Nummer 2–7: Institut für Mathematik
Heute werden die Nummern 2–7 vom Institut für Mathematik genutzt. Ältestes Gebäude ist die 1910 erbaute Villa (Arnimallee 2, hier wohnte früher der Bankdirektor Alfred Blinzig). Der große zugehörige Garten wurde 1974 mit einem Neubau (Arnimallee 2–6) des Mathematischen Institutes bebaut. Das ehemalige Dienstbotenhaus der Villa, das sogenannte Hexenhaus, wurde in den 1980er Jahren von den Studenten des Fachbereiches genutzt, stand in den 1990er Jahren wegen Baufälligkeit leer und wurde um 2000 an privat als Wohnhaus (neue Nummer: 2a) verkauft. Die Gebäude auf der anderen Straßenseite (Nr. 3–7) wurden um 1960 gebaut und zunächst anderweitig universitär genutzt, bevor sie an den Fachbereich Mathematik kamen. Die Fachbereichsbibliothek Mathematik und Informatik, seit 1982 (damals nur Fachbereichsbibliothek Mathematik) am Standort Arnimallee 3, erhielt um 2010 einen gesonderten Eingang über einen seitlichen Fußweg.

### Arnimallee Nummer 8: Haus Hecht
Die einzige Villa, die in Privatbesitz blieb, war die Nr. 8, die als Haus Hecht auch heute noch als einzelnes Wohnhaus mitten im Universitätsviertel steht. Es wurde benannt nach seinem Bauherrn, dem preußischen Ministerialbeamten (öffentliche Arbeiten) Carl Ernst Hecht (1864–1927), und ist ein gelistetes Baudenkmal. Architekt war Paul Mebes.

### Arnimallee Nummer 9–12: Villen des FB Erziehungswissenschaft
Die Villen Nummer 9–12 auf beiden Seiten der Straße blieben bestehen und werden vom Fachbereich Erziehungswissenschaft und Psychologie genutzt. Das Haus Auhagen (Nr. 12, Bauherr: Otto Auhagen, Diplomat) ist ein gelistetes Baudenkmal. Architekt war Heinz Lassen.

### Arnimallee 14: FB Physik
Die Arnimallee 14 ist ein großes Gebäude für den Fachbereich Physik auf beiden Seiten der Straße,  zwei Flure verlaufen im Obergeschoss quer über die Arnimallee. Es wurde 1982 im gesamten Bereich zwischen Hechtgraben und Takustraße erbaut. Zuvor waren hier die alte Nr. 14 (Garten von Nr. 12) und die Villa Nr. 16 (mit Garten Nr. 18) und eine Freifläche nördlich der Straße.

### Arnimallee 20–22: FB Chemie, Biologie, Pharmazie

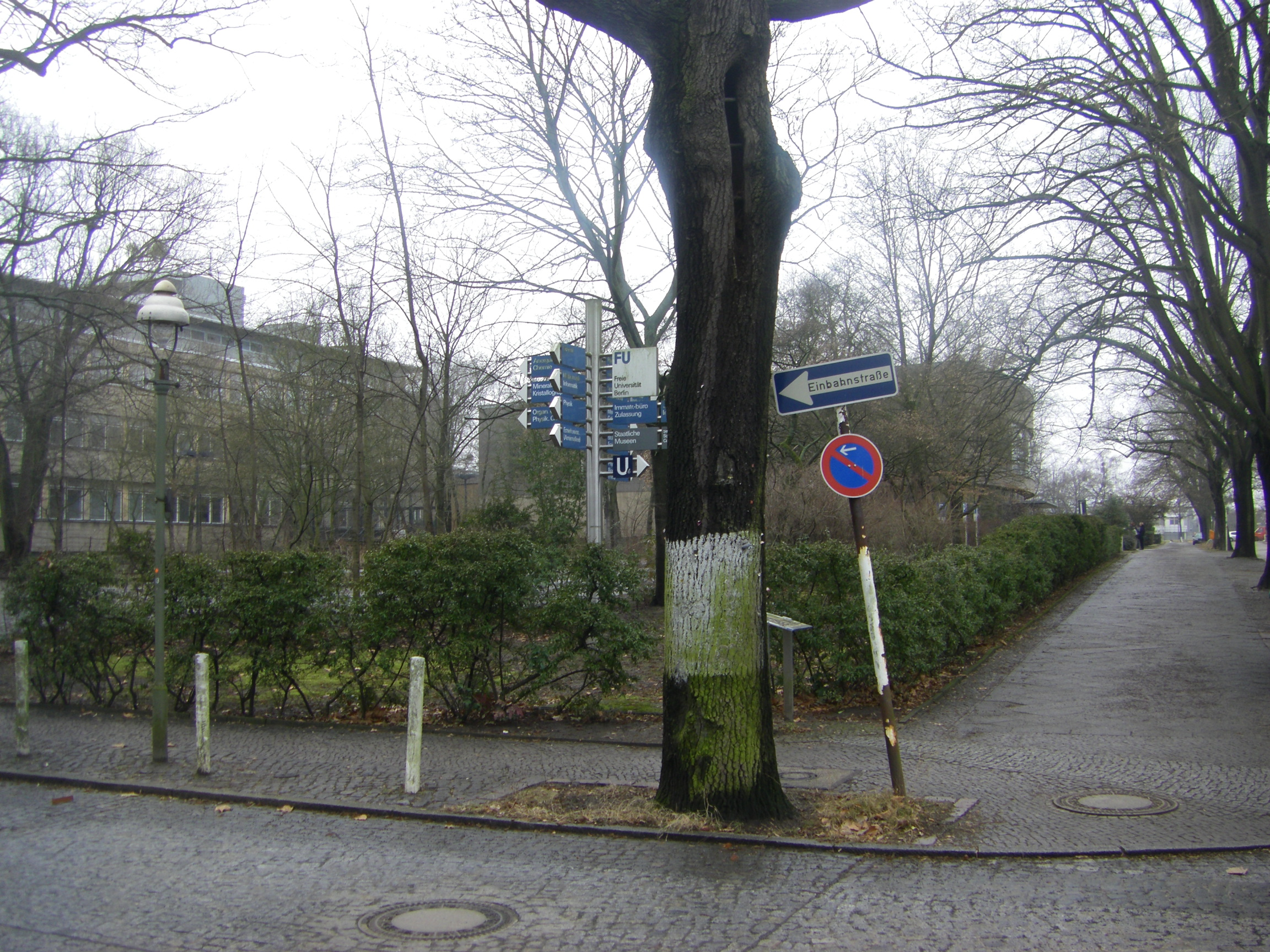
Hinter der Takustraße liegt ein großer Parkplatz, im Hintergrund das Gebäude Arnimallee 22

Auf der Freifläche im westlichen Bereich der Straße wurde von der Freien Universität von 1959 bis 1963 das große Gebäude Nr. 22 errichtet, das im hinteren Bereich von der Takustraße bis zur Fabeckstraße reicht. Unter dem Namen „Institut für Physiologie“ war dort ab 1963 die Physiologie für die vorklinische Ausbildung der Mediziner zusammen mit der Physiologischen Chemie untergebracht.
Nach 50 Jahren Mediziner-Ausbildung an diesem Standort in Dahlem wurde das „Institut für Physiologie“ 2013 an den Standort Campus Charité Mitte verlegt. Gleichzeitig wurde im vorderen Bereich an der Ecke zur Takustraße, wo zuvor ein großer Parkplatz war, das vergleichsweise kleine Gebäude Nr. 20 gebaut. Beide werden seitdem vom Fachbereich Chemie, Biologie, Pharmazie genutzt.

### Arnimallee 23–27: Museum
Das heutige Museumszentrum Berlin-Dahlem ist als „Museum für Völkerkunde“ ein gelistetes Baudenkmal. Der Bau begann 1914 und wurde kriegsbedingt unterbrochen. 1925 war der zur Arnimallee gerichtete Gebäudeflügel mit dem repräsentativen Eingangsbereich fertiggestellt, der innere Museumsausbau sowie Querflügel und zentrale Halle wurden jedoch nicht mehr ausgeführt. Der Bau diente zunächst lediglich als Magazin und als Wohnstätte für Mitarbeiter. Erst 1947–53 wurden die zum Teil noch im Rohbau befindlichen Räume als Museum ausgebaut und seit 1949 von mehreren Museen genutzt. Von 1964 bis 1973 wurde das Gebäude nach hinten wesentlich erweitert, Dahlem wurde zum wichtigsten Museumsstandort West-Berlins. Nach der Wiedervereinigung wurden mehrere Museen nach Berlin-Mitte verlagert, heute befindet sich im Museumszentrum nur noch das Museum Europäischer Kulturen.

## Verkehr
In der Königin-Luise-Straße befindet sich am Jürgen-Fuchs-Platz eine Bushaltestelle der BVG mit dem Namen Arnimallee. Ab 1905 verkehrte hier die Straßenbahn der Gemeinde Steglitz, die seit 1959 durch Omnibusse ersetzt wurde. Heute fährt hier die Buslinie X83.